# Карпець Владислав Петрович
Владисла́в Петро́вич Карпець (1995—2024) — молодший сержант збройних сил України, учасник російсько-української війни.

## Життєпис
Народився 19 грудня 1995 року. Проживав у селі Липова Долина.
З початком повномасштабного російського вторгнення був командиром відділення безпілотних комплексів у 46-й аеромобільній бригаді. 
Загинув 3 квітня 2024 року на Донеччині внаслідок атаки дрона противника.

## Нагороди
- Орден «За мужність» III ступеня (17 червня 2024, посмертно) — за особисту мужність, виявлену у захисті державного суверенітету та територіальної цілісності України, самовіддане виконання військового обов'язку[1].